# クイーン・ソノ
『クイーン・ソノ』（原題: Queen Sono）は、2020年に配信された南アフリカのテレビドラマシリーズ。南アフリカのスパイであるクイーン・ソノの活躍を描く。制作はカギソ・レディガ、出演はパール・スシ、ヴヨ・ダブラなど。2020年3月20日にNetflixオリジナル作品として全世界へ配信された。本作はシーズン2の製作が決定していたが、COVID-19流行により撮影が困難になった事から中止となり、ドラマ自体も打ち切りとなった。

## あらすじ
南アフリカの凄腕スパイであるクイーン・ソノは、母親の暗殺に関する驚きの新事実をつかむ。クイーン・ソノは母親の死の真相を追いながら、冷酷非道な争いに身を投じていく。

## キャスト

### メイン
クイーン・ソノ
演 - パール・スシ
シャンドゥ
演 - ヴヨ・ダブラ
Dr. Sidwell Isaacs
演 - セチャバ・モロジェレ
Miri Dube
演 - チー・メンデ
Frederique Kazadi
演 - ロイソ・マディンガ
Viljoen
演 - ロブ・ヴァン・ヒューレン
エカテリーナ・グロモフ
演 - ケイト・リカリッシュ
William Chakela
演 - カトゥ・ラマブラナ
Nova
演 - エンフレ・ムロッツワ
Mazet
演 - アビゲイル・クベカ
Nana
演 - コニー・チューメ
Bula Bule
演 - オットー・ノベラ
マルンガ大統領
演 - ジェームズ・ンコボ

## エピソード
| 通算 話数 | タイトル                               | 監督          | 脚本                         | 公開日        |
| --------- | -------------------------------------- | ------------- | ---------------------------- | ------------- |
| 1         | "私はクイーン・ソノ" "I Am Queen Sono" | Kagiso Lediga | Kagiso Lediga                | 2020年2月28日 |
| 2         | "死ぬなんてまっぴら" "Dying Is Sore"   | Kagiso Lediga | Camilo Saloojee              | 2020年2月28日 |
| 3         | "悪魔の組織" "The Devil's Toys"        | Tebogo Malope | Muzi Dlamini & Karabo Lediga | 2020年2月28日 |
| 4         | "ルーキー" "Rookie"                    | Tebogo Malope | Karabo Lediga                | 2020年2月28日 |
| 5         | "砂糖入りの水" "Sugar Water"           | Tebogo Malope | Christopher Steenkamp        | 2020年2月28日 |
| 6         | "非常事態" "State of Emergency"        | Kagiso Lediga | Kagiso Lediga                | 2020年2月28日 |

## 製作
2018年12月10日、Netflixが本作の製作を発表した。第1シーズンの撮影は2019年6月から8月にかけて、南アフリカのヨハネスブルグ、ナイジェリアのラゴス、ケニア、タンザニアのザンジバルなどでロケが行われた。
2020年4月28日には、Netflixによって第2シーズンに向けてシリーズが更新されたが、COVID-19流行により撮影が困難になった事から制作中止となり、ドラマ自体も打ち切りとなった。

## 評価

### 批評
本作は批評集積サイトのRotten Tomatoesに11件のレビューがあり、批評家支持率は91%、平均点は10点満点で7.0点となっている。また、Metacriticには5件のレビューがあり、加重平均値は70/100となっている。